# Prix Ondaatje
Le Royal Society of Literature Ondaatje Prize est un prix littéraire annuel décerné par la Royal Society of Literature. Le prix d'un montant de 10 000 £ est accordé à une œuvre de fiction, non-fiction ou poésie qui évoque l'« esprit d'un lieu » écrit par une personne citoyenne ou résidente du Commonwealth ou de la république d'Irlande.
Le prix porte le nom de son bienfaiteur Christopher Ondaatje (en) et comprend l'ancien Winifred Holtby Memorial Prize décerné jusqu'en 2002 pour les fictions régionales.

## Lauréats
- 2004 : Louisa Waugh, Hearing Birds Fly
- 2005 : Rory Stewart, The Places In Between (en)
- 2006 : James Meek, The People's Act of Love [3].
- 2007 : Hisham Matar (en), In the Country of Men (en) [4].
- 2008 : Graham Robb, The Discovery of France (en) [5].
- 2009 : Adam Nicolson (en), Sissinghurst: an Unfinished History [6].
- 2010 : Ian Thomson (en), The Dead Yard: Tales of Modern Jamaica [7].
- 2011 : Edmund de Waal (en), The Hare with Amber Eyes (en)[8]
- 2012 : Rahul Bhattacharya (en), The Sly Company of People Who Care[9].
- 2013: Philip Hensher (en), Scenes from Early Life [10].
- 2014 : Alan Johnson, This Boy: A Memoir of a Childhood[11].
- 2015 : Justin Marozzi, Baghdad: City of Peace, City of Blood[12].